# Cees Bol
Cees Bol (født 27. juli 1995 i Zaandam) er en professionel cykelrytter fra Holland, der er på kontrakt hos XDS Astana Team.
Han kom på UCI World Touren i 2019, da han skrev kontrakt med Team Sunweb. Han vandt 7. etape i Tour of California 2019 og éndagsløbet Nokere Koerse.
Bols første deltagelse i en Grand Tour blev Tour de France 2019. Inden starten på 17. etape blev han af sit hold trukket ud af løbet, da ledelsen ikke ville ”forhaste tingene og overskride Cees Bols grænser”.